# Zdeněk Kladenský z Kladna
Zdeněk Kladenský z Kladna († 1543) byl český šlechtic z rodu Kladenských z Kladna.
Jeho rodiči byli Přech z Kladna a Eliška, dcera erbovního měšťana Martina Čorta.
Jak dokazuje zachovaný zápis v zemských deskách, podařilo se mu několikanásobně rozšířit kladenské panství. Vlastnil několik tvrzí, poplužních a kmetcích dvorů (např. Knovíz, Žižice, Drahouš, Unhošť, Družec, Doksy). V roce 1523 byl Zdeněk navržen za soudce do zemského sněmu. Protože neměl děti, odkázal svůj majetek synovci Oldřichu Žďárskému ze Žďáru, jehož matkou byla Zdeňkova sestra Marie. Než závěť vešla v platnost, Oldřich zemřel a dědictví dostali jeho tři synové.
Zdeňkem rod Kladenských z Kladna vymřel po meči.